# Saint-Voir
Saint-Voir és un municipi francès, situat al departament de l'Alier i a la regió d'Alvèrnia-Roine-Alps. L'any 2007 tenia 199 habitants.

## Demografia

### Població
El 2007 la població de fet de Saint-Voir era de 199 persones. Hi havia 80 famílies de les quals 20 eren unipersonals (12 homes vivint sols i 8 dones vivint soles), 20 parelles sense fills, 28 parelles amb fills i 12 famílies monoparentals amb fills.
La població ha evolucionat segons el següent gràfic:
Habitants censats

### Habitatges
El 2007 hi havia 117 habitatges, 79 eren l'habitatge principal de la família, 20 eren segones residències i 18 estaven desocupats. 109 eren cases i 3 eren apartaments. Dels 79 habitatges principals, 54 estaven ocupats pels seus propietaris, 23 estaven llogats i ocupats pels llogaters i 2 estaven cedits a títol gratuït; 1 tenia una cambra, 3 en tenien dues, 7 en tenien tres, 18 en tenien quatre i 50 en tenien cinc o més. 66 habitatges disposaven pel capbaix d'una plaça de pàrquing. A 36 habitatges hi havia un automòbil i a 37 n'hi havia dos o més.

### Piràmide de població
La piràmide de població per edats i sexe el 2009 era:
| Homes | Edats   | Dones |
| ----- | ------- | ----- |
| 0     | 95 o +  | 0     |
| 0     | 90 a 94 | 0     |
| 0     | 85 a 89 | 0     |
| 0     | 80 a 84 | 0     |
| 8     | 75 a 79 | 12    |
| 0     | 70 a 74 | 4     |
| 4     | 65 a 69 | 12    |
| 4     | 60 a 64 | 0     |
| 0     | 55 a 59 | 4     |
| 0     | 50 a 54 | 0     |
| 0     | 45 a 49 | 4     |
| 12    | 40 a 44 | 4     |
| 12    | 35 a 39 | 4     |
| 12    | 30 a 34 | 16    |
| 4     | 25 a 29 | 8     |
| 8     | 20 a 24 | 16    |
| 0     | 15 a 19 | 8     |
| 12    | 10 a 14 | 8     |
| 16    | 5 a 9   | 4     |
| 20    | 0 a 4   | 8     |

## Economia
El 2007 la població en edat de treballar era de 126 persones, 91 eren actives i 35 eren inactives. De les 91 persones actives 81 estaven ocupades (43 homes i 38 dones) i 10 estaven aturades (5 homes i 5 dones). De les 35 persones inactives 13 estaven jubilades, 10 estaven estudiant i 12 estaven classificades com a «altres inactius».

### Ingressos
El 2009 a Saint-Voir hi havia 80 unitats fiscals que integraven 190 persones, la mediana anual d'ingressos fiscals per persona era de 15.942 €.

### Activitats econòmiques
Dels 3 establiments que hi havia el 2007, 1 era d'una empresa alimentària, 1 d'una empresa de construcció i 1 d'una empresa de serveis.
L'únic establiment comercial que hi havia el 2009 era una fleca.
L'any 2000 a Saint-Voir hi havia 21 explotacions agrícoles que ocupaven un total de 1.524 hectàrees.

## Poblacions més properes
El següent diagrama mostra les poblacions més properes.